# Ogljik-14
Ogljik-14, C-14, 14
C ali radioogljik je radioaktivni izotop ogljika, katerega atomsko jedro vsebuje 6 protonov in 8 nevtronov. Njegova prisotnost v organskih materialih je osnova za metodo radiokarbonskega datiranja, ki so jo uvedli Willard Libby in sodelavci (1949) za datiranje arheoloških, geoloških in hidrogeoloških vzorcev. Ogljik-14 sta 27. februarja 1940 odkrila Martin Kamen in Sam Ruben iz Laboratorija za sevanje Kalifornijske univerze v Berkeleyju, Kalifornija (ZDA). Njegov obstoj je že leta 1934 predpostavil Franz Kurie.
V naravi se pojavljajo trije izotopi ogljika: ogljik-12 (12
C), ki predstavlja 99 % vsega ogljika na Zemlji; ogljik-13 (13
C), ki predstavlja 1 %, in ogljik-14 (14
C), ki se pojavlja v sledovih, in ga je v ozračju od 1 do 1,5 atoma na 1012. Ogljik-12 in ogljik-13 sta stabilna, ogljik-13 pa je nestabilen in ima razpolovno dobo 5700±30 let. Ogljik-14 ima največjo specifično aktivnost 62,5 mCi/mmol (2,31 GBq/mmol) ali 164,9 GBq/g. Z beta razpadom razpade v dušik-14 (14
N). Gram ogljika, ki vsebuje 1 atom ogljika-14 na 1012 atomov, bo izseval ~0,2 beta delca na sekundo. Osnovni naravni vir ogljika-14 na Zemlji je delovanje kozmičnih žarkov na dušik v atmosferi, zato je to kozmogeni nuklid. K nastanku ogljika-14 v ozračju pa so med letoma 1955 in 1980 prispevali tudi atmosferski jedrski poskusi.
Izotopi ogljika se med seboj po kemičnih lastnostih ne razlikujejo pomembno. To podobnost uporabljajo v kemijskem in biološkem raziskovanju pri tehniki, imenovani označevanje z ogljikom: Atomi ogljika-14 se lahko uporabijo za zamenjavo neradioaktivnega ogljika za sledenje kemičnih in biokemičnih reakcij, ki vključujejo atome ogljika iz izbrane organske spojine.

## Radioaktivni razpad in zaznava
Ogljik-14 razpada z naslednjim beta razpadom:
14
6C → 14
7N + e− + 
ν
e + 156,5 keV
Z izsevanjem elektrona in elektronskega antinevtrina eden od nevtronov v ogljiku-14 razpade v proton, ogljik-14 (razpolovna doba 5730 ± 40 let) pa razpade v stabilni (neradioaktivni) izotop dušik-14.
Kot je običajno pri beta razpadu, skoraj vso razpadno energijo odneseta beta delec in nevtrino. Izsevani beta delci imajo največjo energijo približno 156 keV, njihova utežena povprečna energija pa je 49 keV. To so razmeroma majhne energije; največjo razdaljo, ki jo tak delec prepotuje, ocenjujejo na 22 cm v zraku in 0,27 mm v telesnih tkivih. Delež sevanja, ki se prenese skozi mrtvo kožno plast, je ocenjen na 0,11. Majhnih količin ogljika-14 običajni Geiger-Müllerjev števec ne zazna; običajno ne zazna kontaminacije pod približno 100.000 razpadov na minuto (0,05 µCi). Prednostni postopek je tekočinsko scintilacijsko štetje, čeprav se je v zadnjem času kot metoda izbire uveljavila masna spektrometrija s pospeševalnikom. Ta prešteje vse atome ogljika-14 v vzorcu in ne samo tistih nekaj, ki med meritvijo razpadejo, zato se lahko uporablja pri precej manjših vzorcih (npr. posamezno rastlinsko seme), rezultati pa se pridobijo precej hitreje. Učinkovitost G-M štetja je ocenjena na 3 %. V vodi je plast polovične razdalje oddaljena 0,05 mm.

## Radiokarbonsko datiranje
Radiokarbonsko datiranje je radiometrično datiranje, pri katerem se za določanje starosti materialov, ki vsebujejo ogljik, starih do 60.000 let, uporablja (14
C). Tehniko je razvil Willard Libby s sodelavci leta 1949, ko je bil profesor na Univerzi v Chicagu. Libby je radioaktivnost zamenljivega ogljika-14 ocenil na 14 razpadov na minuto (dpm) na gram čistega ogljika, kar se še vedno uporablja kot aktivnost sodobnega radiokarbonskega standarda. Leta 1960 je za to delo prejel Nobelovo nagrado za kemijo.
Ena od pogostih uporab tehnike je datiranje organskih ostankov iz arheoloških mest. Rastline fiksirajo atmosferski ogljik med fotosintezo, zato je raven 14
C v rastlinah in živalih ob smrti približno enaka ravni 14
C v atmosferi v tistem obdobju. Nato pa se z radioaktivnim razpadom zmanjšuje, kar omogoča določitev datuma smrti ali fiksacije. Začetna raven 14
C za izračun se lahko oceni ali neposredno primerja z znanimi podatki za leta, pridobljenimi iz drevesnih letnic (dendrokronologija) za čas do 10.000 let pred sedanjosto (z uporabo prekrivajočih se podatkov živih in odmrlih dreves na določenem območju) ali z jamskimi usedlinami (kapniki) za čas do 45.000 let pred sedanjostjo. Izračun ali (natančneje) neposredna primerjava ravni ogljika-14 v vzorcu z ravnijo ogljika-14 v drevesnih letnicah ali kapnikih znane starosti nato da starost lesa ali živali. Radioogljik se uporablja tudi za določanje ekosistemskih motenj: npr. na šotnih območjih lahko radioogljik pomeni, da se zaradi čiščenja terena ali podnebnih sprememb sprošča ogljik, ki je bil prej shranjen v organskih tleh.
Kozmogeni nuklidi se uporabljajo tudi kot posrednik za ugotavljanje lastnosti kozmičnih delcev in Sončeve aktivnosti v oddaljeni preteklosti.